# Janez Potocnik
Janez Potocnik (22 de marzo de 1958) es un político esloveno, fue comisario europeo para la Ciencia y la Investigación entre 2004 y 2009 y para Medio Ambiente de 2010 a 2014.  En el pasado fue ministro de Asuntos Europeos en el gobierno esloveno.

## Trayectoria política
Potocnik inició su carrera como Director Asistente (1984-1987) y luego Director (1993-2001) del Instituto de Análisis Macroeconómicos y Desarrollo de Liubliana. En 1993 se doctoró en Economía por la Universidad de Liubliana.
En su etapa como Ministro de Asuntos Exteriores, condujo con éxito las negociaciones para la entrada de Eslovenia en la Unión Europea en 2004. Ese mismo año Potocnik entró a formar parte de la Comisión Barroso. Entre otras medidas de su administración, los Ministros de la Unión Europea acordaron seguir permitiendo la financiación limitada de investigación sobre células madre tomadas de embriones humanos.